# Sapatgram
Sapatgram là một thị xã và là nơi đặt ủy ban khu vực thị xã (town area committee) của quận Dhubri thuộc bang Assam, Ấn Độ.

## Địa lý
Sapatgram có vị trí 26°20′B 90°08′Đ / 26,33°B 90,13°Đ Nó có độ cao trung bình là 27 mét (88 feet).

## Nhân khẩu
Theo điều tra dân số năm 2001 của Ấn Độ, Sapatgram có dân số 12.046 người. Phái nam chiếm 51% tổng số dân và phái nữ chiếm 49%. Sapatgram có tỷ lệ 77% biết đọc biết viết, cao hơn tỷ lệ trung bình toàn quốc là 59,5%: tỷ lệ cho phái nam là 82%, và tỷ lệ cho phái nữ là 72%. Tại Sapatgram, 10% dân số nhỏ hơn 6 tuổi.